# Jacques Raymond Brascassat

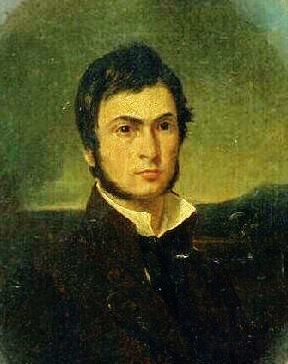
Jacques Raymond Brascassat (Autorretrato)

Jacques Raymond Brascassat  (30 de agosto de 1804 - 28 de febrero de 1867) fue un pintor francés conocido por sus paisajes, y en particular sus piezas de temática animal.

## Biografía
Jacques Raymond Brascassat era el hijo adoptivo del pintor paisajista Theodore Richard, quien además fue su maestro. Comienza a pintar en 1816.
Él fue alumno de Jean-Baptiste Dubourdieu (1785-1864) en la Escuela de Bellas Artes de Burdeos y posteriormente de Louis Hersent en la Escuela de Bellas Artes de París. Obtuvo el segundo lugar en el premio de Roma de 1825 con una representación de la caza de Meleagro. El rey Carlos X de Francia le concede una beca de dos años para permanecer en Roma. Durante este periodo, Brascassat se dedica a pintar una serie de paisajes que serían expuestos entre 1827 y 1835 en Italia, pero posteriormente se dedica principalmente a la pintura con temática animal, con la cual hizo su reputación como artista. Sus Pelea de toros (1855) y Dos toros defienden una vaca atacada por lobos (1845) son considerados algunos de sus mejores cuadros. Era conocido por la precisión de su observación y su dibujo realista. Fue elegido miembro de la Academia francesa en 1846. Falleció en París en 1867.
Los pintores Charles-François Daubigny y Jean-Ferdinand Chaigneau fueron sus alumnos.
Brascassat está enterrado en el cementerio de Montmartre en París, en la 8ª división.

## Colecciones públicas

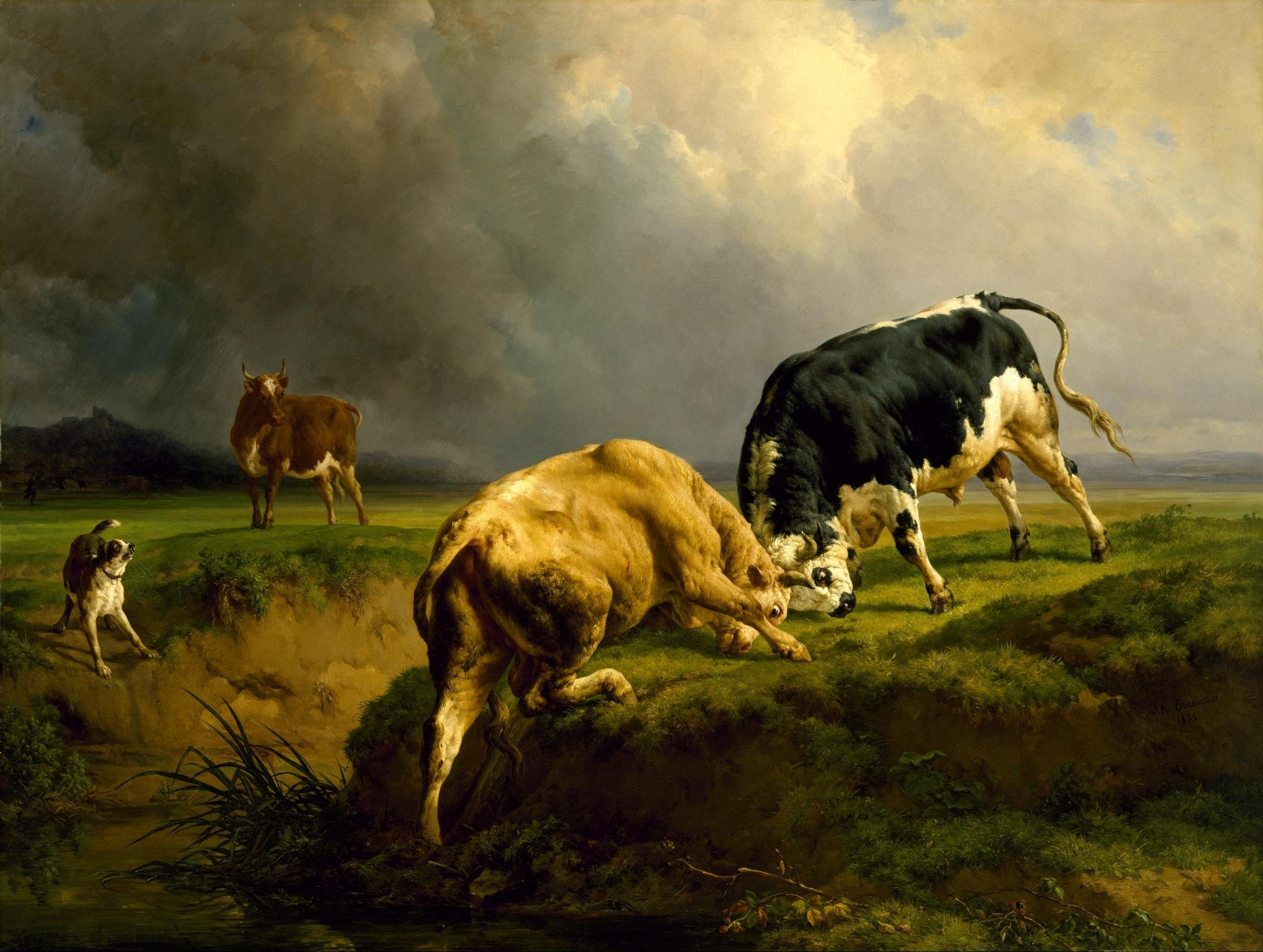
Pelea de toros (1855), Museo de Bellas Artes de Houston.

- Museo de Bellas Artes de Beaune : 
  - El paso de la jirafa  Zarafa  cerca de Arnay-le-Duc, 1827, óleo sobre lienzo[5]
- Museo de Bellas Artes de Burdeos :
  - Cabra recostada, óleo sobre lienzo[6]
  - Dos toros, 1854, óleo sobre lienzo[7]
  - La caza de Meleagro o la muerte del Jabalí de Calidón, versión 1825, óleo sobre lienzo[8]
  - Paisaje de Lozère (vista tomada en Gévaudan), óleo sobre lienzo[9]
  - Paisaje histórico con Homero, 1822, óleo sobre lienzo[10]
  - Autorretrato, óleo sobre lienzo.
- Paris, Museo del Louvre :
  - Lobo devorando una oveja , 1845, óleo sobre madera[11]
  - Paisaje y animales, o La vaca y el perro, 1845,  óleo sobre lienzo[12]
  - Toro, vaca y oveja, grafito[13]

## Galería

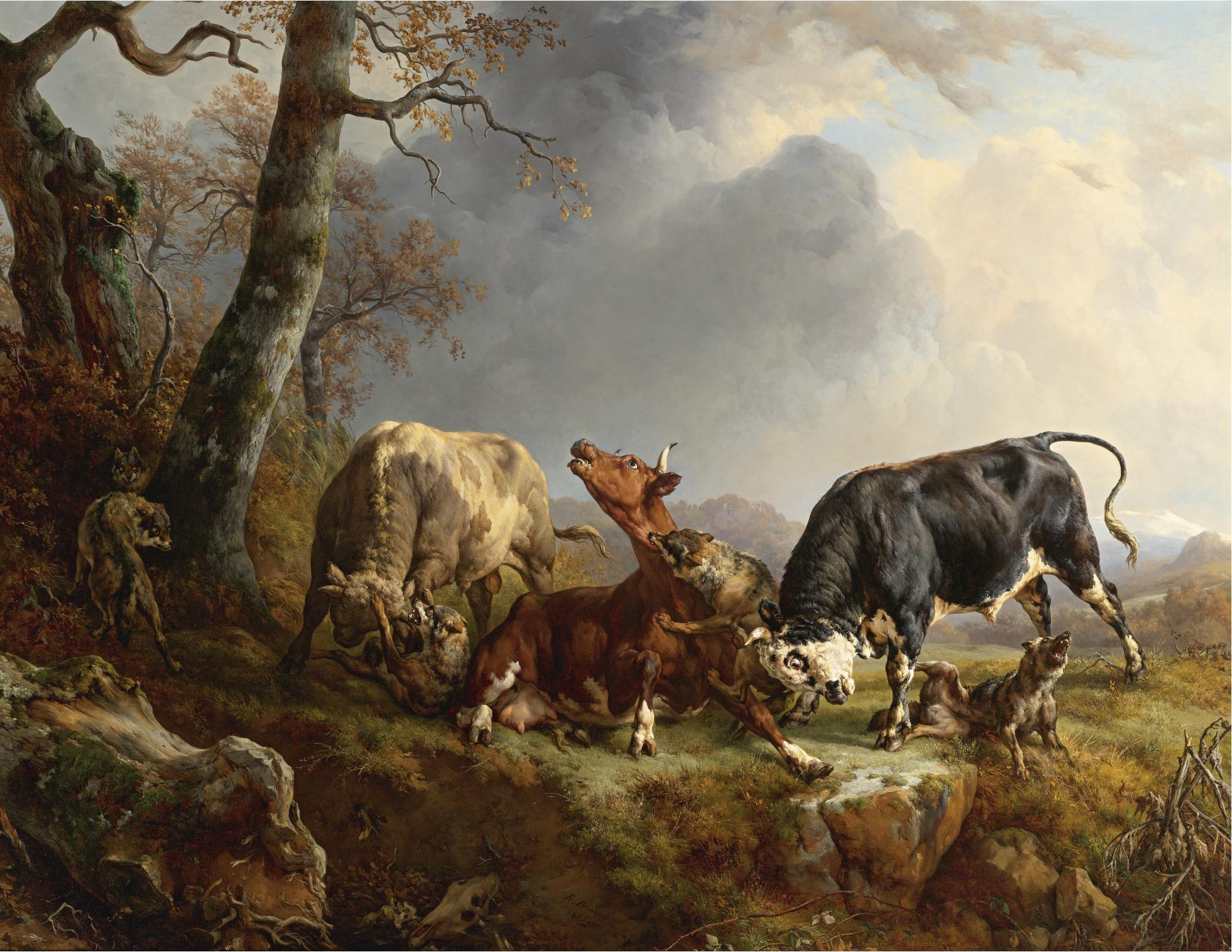
Dos toros defienden una vaca atacada por lobos
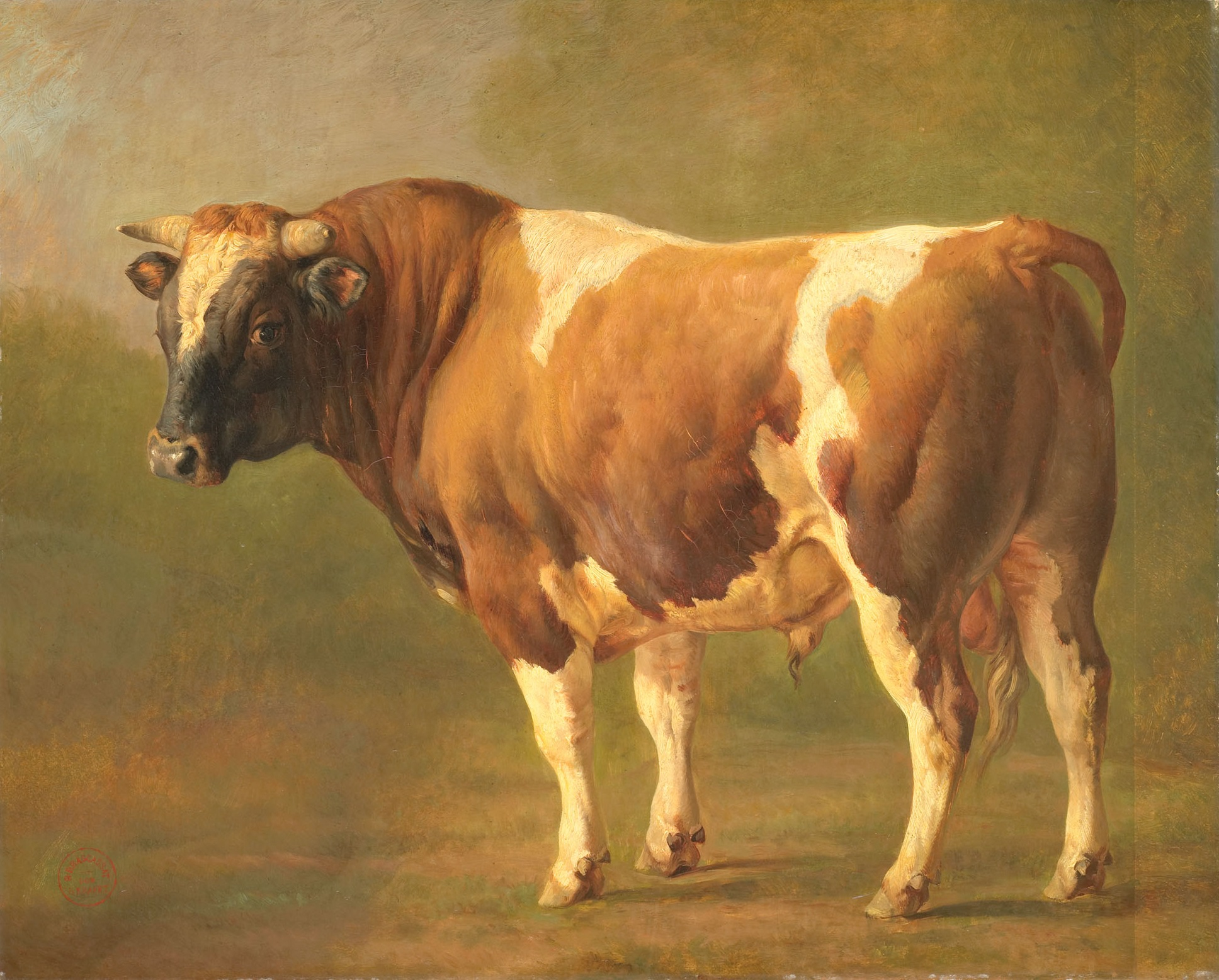
Un toro
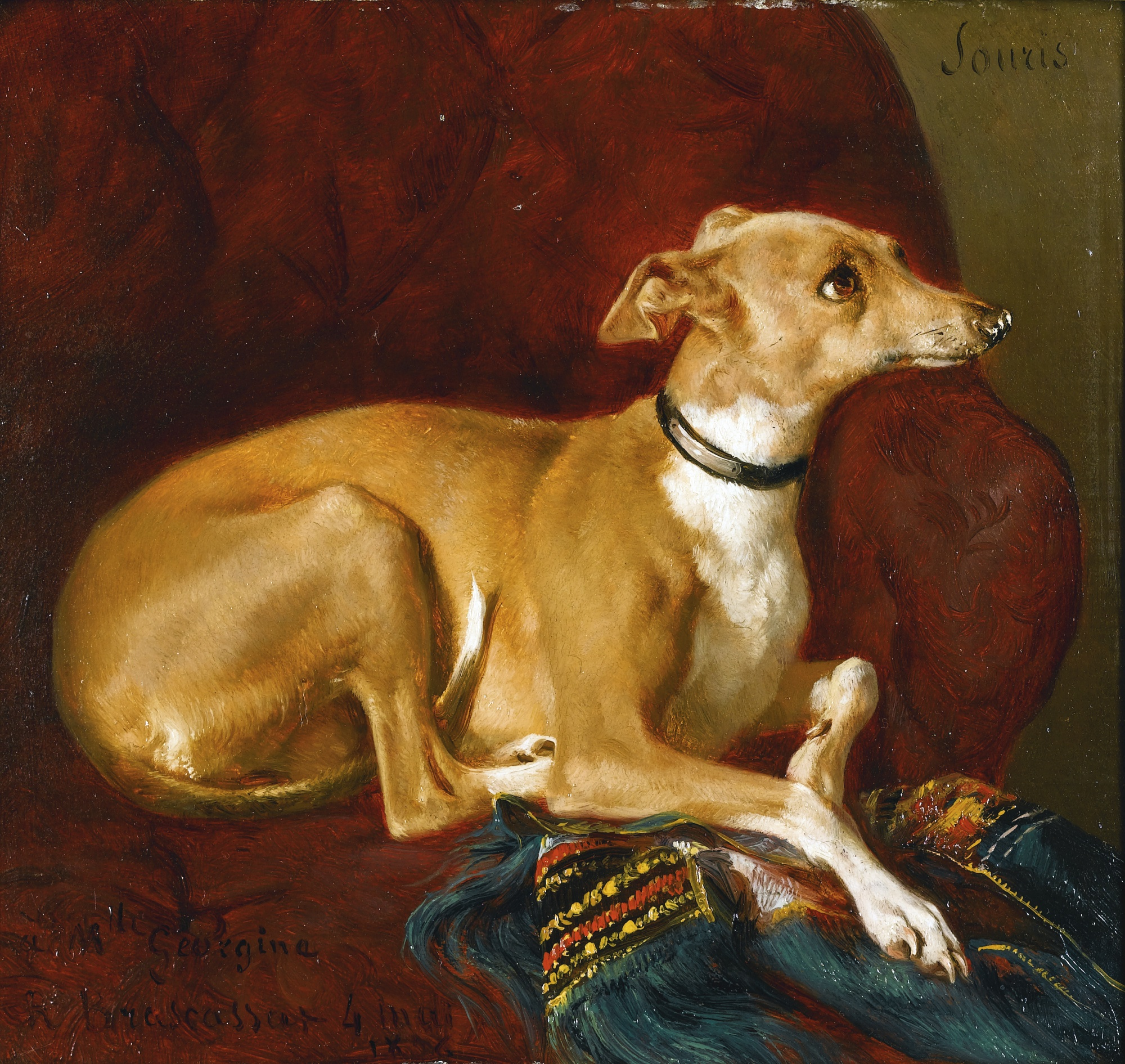
Un galgo descansando sobre una silla
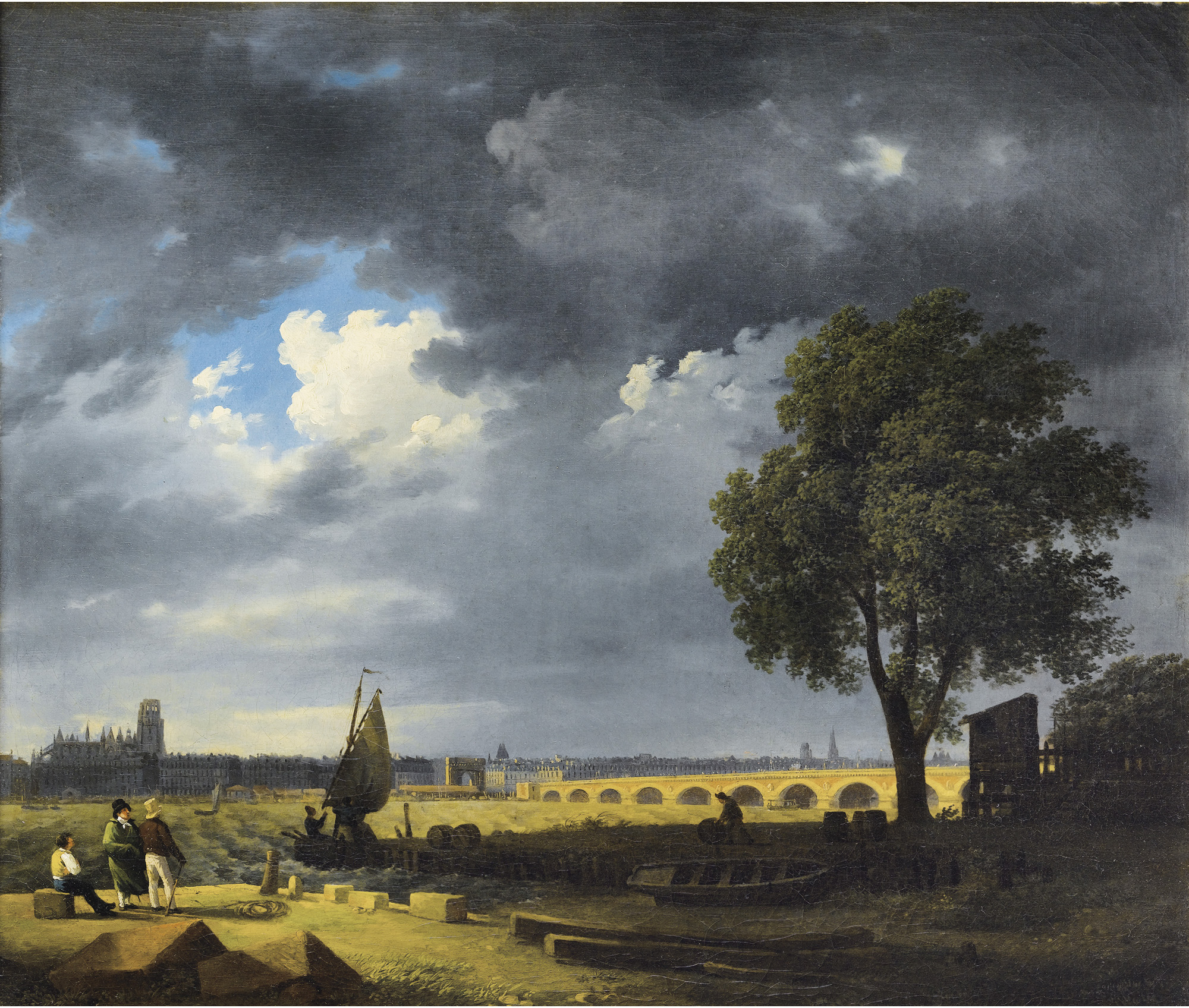
Vista de Burdeos
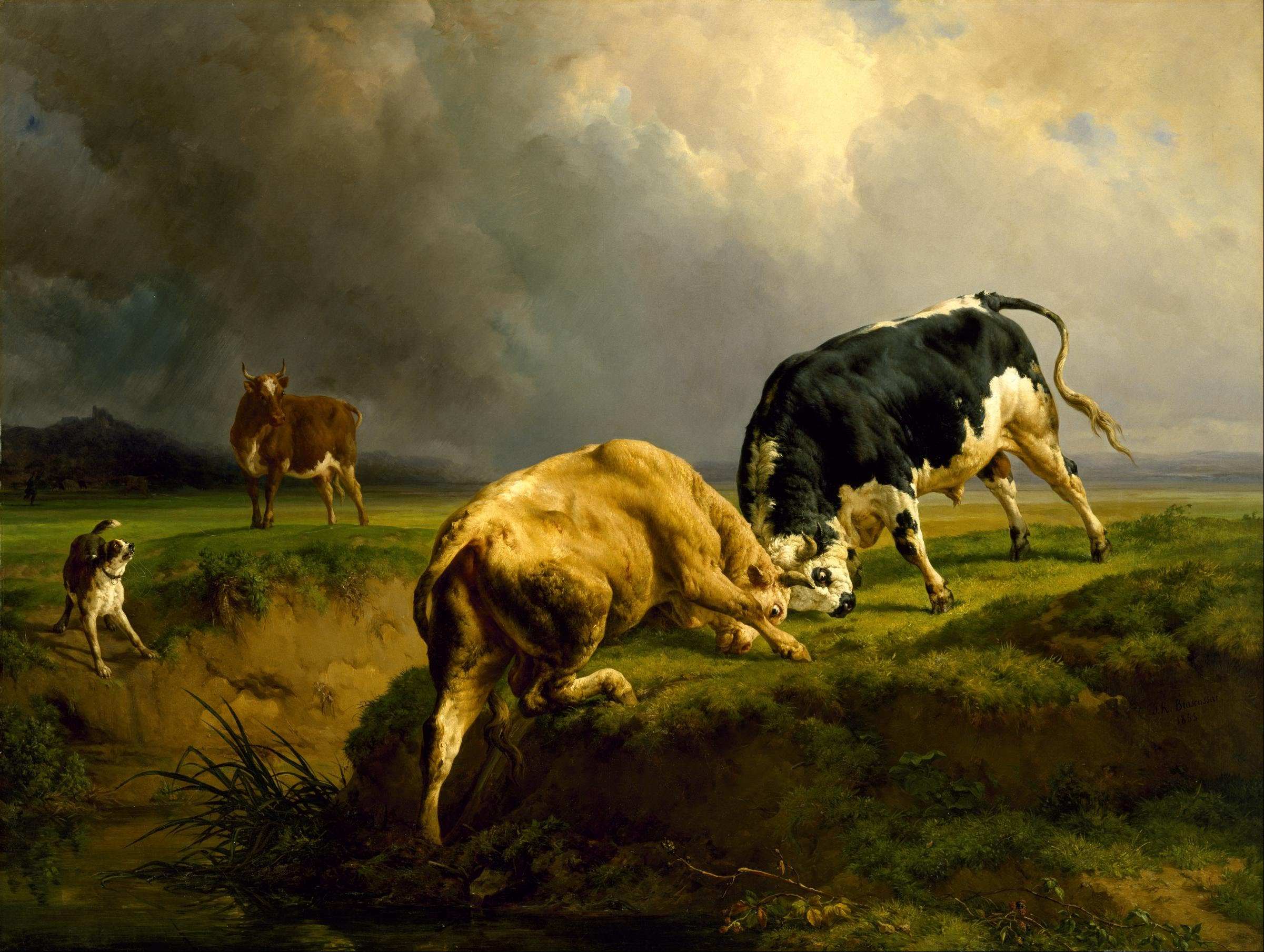
Pelea de toros